# Vol solo
Vol solo est un jeu de simulation de vol inspiré de Solo Flight de Microprose ; ici, l'avion ayant servi de modèle est le T-37 Tweet. Le jeu a été édité en 1986 par FIL. Il a été totalement écrit en assembleur par Joël Sana.

## Système de jeu
Le joueur peut piloter des avions du service aéropostal dans trois régions des États-Unis : le Kansas, l'État de Washington et le Colorado. Le pilotage est soumis aux aléas météorologiques et, aux niveaux de difficulté élevés, aux pannes (de l'avion ou des instruments).
L'objectif est de livrer cinq colis dans cinq aéroports différents de la région choisie. Pour cela l'avion dispose des instruments de navigation habituels : variomètre, horizon artificiel, altimètre, badin, un voyant de surchauffe, un voyant indiquant l'utilisation des volets, du train d'atterrissage, des freins, ainsi que deux balises VOR pour se repérer.